# Hemiancistrus punctulatus
Hemiancistrus punctulatus es una especie de peces siluriformes de la familia Loricariidae.

## Morfología
Los machos pueden llegar alcanzar los 19 cm de longitud total.

## Hábitat y distribución
Es un pez de agua dulce que habita en la cuenca de la laguna de los Patos (Brasil).